# 阮凤子
阮鳳子，元朝中期起事首领，泉州（今福建省泉州市）人。
泉州在元朝初年改设泉州路，属于江浙等处行中书省。元泰定帝泰定二年（1325年）三月廿七·辛未，泉州百姓阮鳳子发动反元起事，聚合人众攻陷城邑，当地軍民官都因失討坐罪。但是，史书没有记载阮鳳子是如何被元朝官军平定的。